# Taylor (Arkansas)
Pour les articles homonymes, voir Taylor.
Taylor est une municipalité du comté de Columbia, dans l'État de l'Arkansas aux États-Unis.

## Démographie
| 1920 | 1930 | 1940 | 1950 | 1960 | 1970 |
| ---- | ---- | ---- | ---- | ---- | ---- |
| 275  | 263  | 335  | 547  | 734  | 671  |

| 1980 | 1990 | 2000 | 2010 | - | - |
| ---- | ---- | ---- | ---- | - | - |
| 657  | 621  | 566  | 566  | - | - |